# Benjamin Salisbury
Benjamin David Salisbury (Mineápolis, 19 de octubre de 1980) es un exactor estadounidense. 
Famoso por la interpretación de Brighton Sheffield en la serie televisiva The Nanny, durante seis años. Aparte de haber sido actor, tiene el título de periodista.

## Biografía
Nacido en Minneapolis, Minnesota, el 19 de octubre de 1980, de padres David Arthur Salisbury y Mindy Jo  Schneidewind. En 1998, se graduó de Wayzata High School en Plymouth, Minnesota, y ese otoño se matriculó en la Universidad Americana en Washington D. C..
Un bailarín consumado, Salisbury a menudo invitaba al público del estudio The Nanny a rutinas de improvisación cuando las cámaras no estaban grabando.
Salisbury también interpretó al hijo de Martin Short en la película Captain Ron de 1992 y apareció en El regreso de los mejores (1996) como locutor deportivo.
Benjamin interpretó la voz de Tin Boy en The Oz Kids en 1996.
Salisbury participó en el exitoso programa de preguntas Jeopardy! donde compitió en una edición de estrellas infantiles contra Kirsten Dunst y Joseph Gordon-Levitt.
Apareció en la reunión de 2004 de la comedia de situación The Nanny titulada The Nanny Reunion: A Nosh to Remember con Fran Drescher, Renée Taylor y Rachel Chagall.
En 2005, tuvo un papel secundario como experto en trenes en el episodio "Sabotage" de la serie Numb3rs.
Desde febrero de 2017, Salisbury trabaja en el parque de atracciones Universal Studios Hollywood como director de operaciones.

## Filmografía
- 1992: Captain Ron: Benjamin Harvey

- 1993: Shimmer: Young Spacy

- 1993 - 1999:The Nanny: Brighton Sheffield

- 1994: Iron Will: Scout #1

- 1996: The Oz Kids (serie TV): Tin Boy (voz)

- 1996: El regreso de los mejores: Josh

- 2002: S1m0ne: P.A.

- 2005: Pledge of Allegiance: Derek